# Steve Pearce

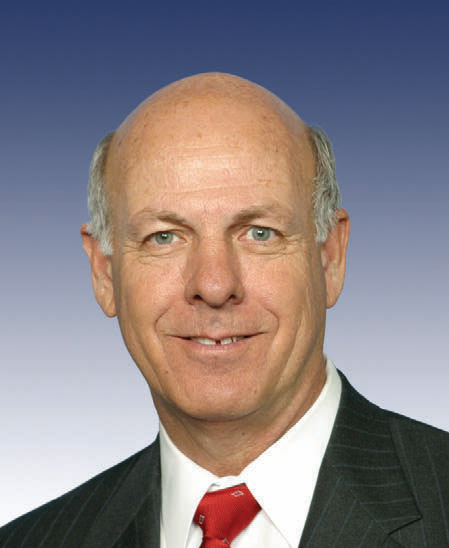
Steve Pearce

Stevan Edward „Steve“ Pearce (* 24. August 1947 in Lamesa, Texas) ist ein US-amerikanischer Politiker (Republikanische Partei). Von 2011 bis 2019 vertrat er, wie bereits zwischen 2003 und 2009, den zweiten Wahlbezirk des Bundesstaates New Mexico im US-Repräsentantenhaus.

## Frühe Jahre
Steve Pearce studierte bis 1970 an der New Mexico State University und danach an der Eastern New Mexico University. Zwischen 1970 und 1976 diente er als Pilot in der US-Luftwaffe. Dabei war er im Vietnamkrieg eingesetzt. Danach wurde er zusammen mit seiner Frau Cynthia in der Ölbranche tätig. Das Paar besitzt eine Firma, die Bedarfsartikel für Ölfelder verkauft.

## Politischer Aufstieg
Zwischen 1997 und 2000 war Pearce Abgeordneter im Repräsentantenhaus von New Mexico. Im Jahr 2000 kandidierte er erfolglos für einen Sitz im US-Senat. Bei den Kongresswahlen des Jahres 2002 wurde er als Nachfolger von Joe Skeen in das US-Repräsentantenhaus gewählt. Nachdem er in den Jahren 2004 und 2006 jeweils wiedergewählt worden war, konnte er zwischen dem 3. Januar 2003 und dem 3. Januar 2009 drei Legislaturperioden im Kongress absolvieren. Dort war er Mitglied im Finanzausschuss und im Ausschuss, der sich mit den Bodenschätzen befasste.
2005 machte er kurzzeitig negative Schlagzeilen, als sich herausstellte, dass einige unter seinem Namen veröffentlichte Artikel Plagiate waren. Daraufhin musste sein Pressesprecher zurücktreten. Im Jahr 2008 kandidierte er nicht mehr für das Repräsentantenhaus. Stattdessen bewarb er sich erneut um einen Sitz im US-Senat. Er unterlag aber mit 39:61 Prozent der Wählerstimmen dem Demokraten Tom Udall. 2010 kandidierte er erneut für seinen alten Sitz im Repräsentantenhaus, den er für die Republikaner zurückgewinnen konnte. Nach zwei Wiederwahlen in den Jahren 2014 und 2016 konnte er sein Amt bis zur Wahl 2018 ausüben. 2018 kandidierte er gegen die Demokratin Michelle Lujan Grisham für das Gouverneursamt in New Mexico und verzichtete entsprechend auf ein erneutes Antreten für seinen Sitz im Repräsentantenhaus, scheiterte allerdings mit 42,8 Prozent der Stimmen. Lujan Grisham erreichte 57,2 Prozent. Die Demokratin Xochitl Torres Small errang seinen alten Sitz im Repräsentantenhaus. 
Seit Dezember 2018 ist er Vorsitzender der Bundesstaatsorganisation der Republikaner in New Mexico.